# Eustrophopsis sexmaculata
Eustrophopsis sexmaculata es una especie de coleóptero de la familia Tetratomidae.

## Distribución geográfica
Habita en México.